# Хустский район
Ху́стский райо́н (укр. Хустський район) — административная единица в Закарпатской области Украины. Административный центр — город Хуст.

## География
Площадь района составляет 3180,3 км². Район граничит на севере с Межгорским районом Закарпатской области, на юге — с Румынией, на западе — с Иршавским и Виноградовским, на востоке — с Тячевским районами Закарпатской области.
Основные реки — Тиса, Теребля.

## История

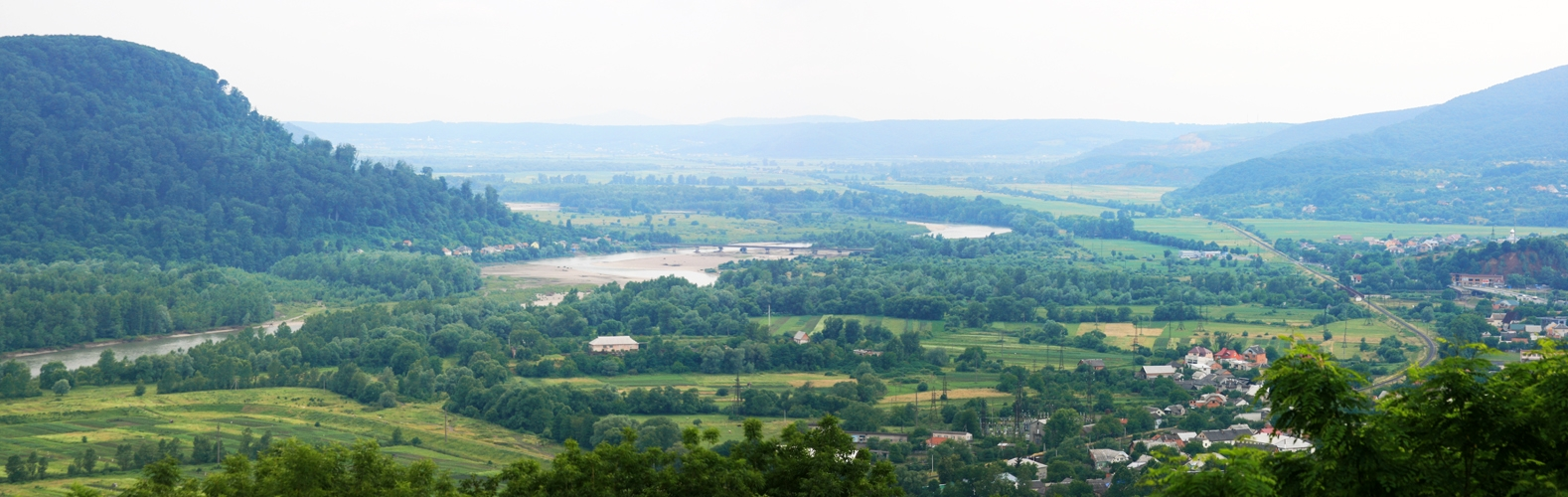
Хустские ворота, сужение долины Тисы между Верхнетисской и Закарпатской низменностями

На территории района находятся два средневековых замка: Хустский замок XI—XVIII веков и Вышковский замок XIII—XIV веков. В 1191 году венгерские короли закончили строить крепость, строительство которой шло свыше ста лет. После 1526 года замок отошёл к княжеству Трансильвания. В 1709 г. в замке произошел общетрансильванский сейм сторонников Ференца II Ракоци. В 1766 г. во время большой грозы над Хустом молния попала в пороховую башню замка и зажгла её, от чего значительная часть крепости была уничтожена.
Первое упоминание о Вышковском замке относится к концу XIII века (1281 г.), когда братья Мик и Иштван Чепа из рода Гунт-Пазмань на землях, подаренных им венгерским королём Ласло IV построили на горе Вар-Гедь (высота 589 м) земляную крепость. Она исполняла роль охраны водного пути по Тису, по которому шла с солотвинских солекопалень каменная соль. В 1300—1350 годах Крепость была центром Мараморского комитата.
Интересно, что именно на Хустщине в 1874 г. изобретатель А. Енковский из села Стебливки изобрёл машину для механизированной уборки пшеницы, которую позже запатентовали в США как комбайн.
Не менее интересным является то, что после распада Австро-Венгрии осенью 1918 года много закарпатцев изъявило желание присоединиться к Украине, и об этом чётко было заявлено на съезде именно в небольшом тогда городке Хуст, 21 января 1919 года. С 1927 года в составе Подкарпатской Руси существовал Хустский округ.
15 марта 1939 года было провозглашение новое государственное образование — Карпатская Украина с центром в городе Хуст, а первым её президентом стал Августин Волошин. Это государство просуществовало очень недолго и вскоре было оккупировано Венгрией. А уже в 1941 году Венгерское государство, в состав которой входило и Закарпатье, вступило во Вторую мировую войну.
С 1946 по 1952 год Хустский округ входил в состав Закарпатской области Украинской ССР. В 1952 году преобразован в Хустский район.
17 июля 2020 года в результате административно-территориальной реформы район был укрупнён, в его состав вошли территории:
- Хустского района,
- Иршавского района (кроме Ардановского, Каменского и Селецкого сельских советов, сформировавших Каменскую сельскую общину Береговского района),
- Межгорского района,
- Березниковского и Керецковского сельских советов Свалявского района
- а также города областного значения Хуст.

## Население
Численность населения района в укрупнённых границах — 269,1 тыс. человек.
Численность населения района в границах до 17 июля 2020 года по состоянию на 1 января 2020 года — 95 195 человек, из них городского населения — 8 269 человека (посёлок Вышково), сельского — 86 926 человек.
По данным всеукраинской переписи населения 2001 года в районе проживало 96,9 тысяч человек (104,6 % по отношению к переписи 1989 года), из них украинцы — 92,1 тысяч человек (95 %), венгры — 3,8 тысяч человек (3,9 %), русских — 0,8 тысяч человек (0,9 % от всего населения)
Национальный Состав 2001 год (общое население 247 415)
| Национальность | Количество людей | Процент |
| -------------- | ---------------- | ------- |
| Украинцы       | 241 097          | 97,44 % |
| Венгры         | 3 907            | 1,57 %  |
| Русские        | 1 733            | 0,70 %  |
| Цыгане         | 285              | 0,11 %  |
| Словаки        | 273              | 0,11 %  |
| Немцы          | 70               | 0,02 %  |
| Беларусы       | 50               | 0,02 %  |

## Административное устройство

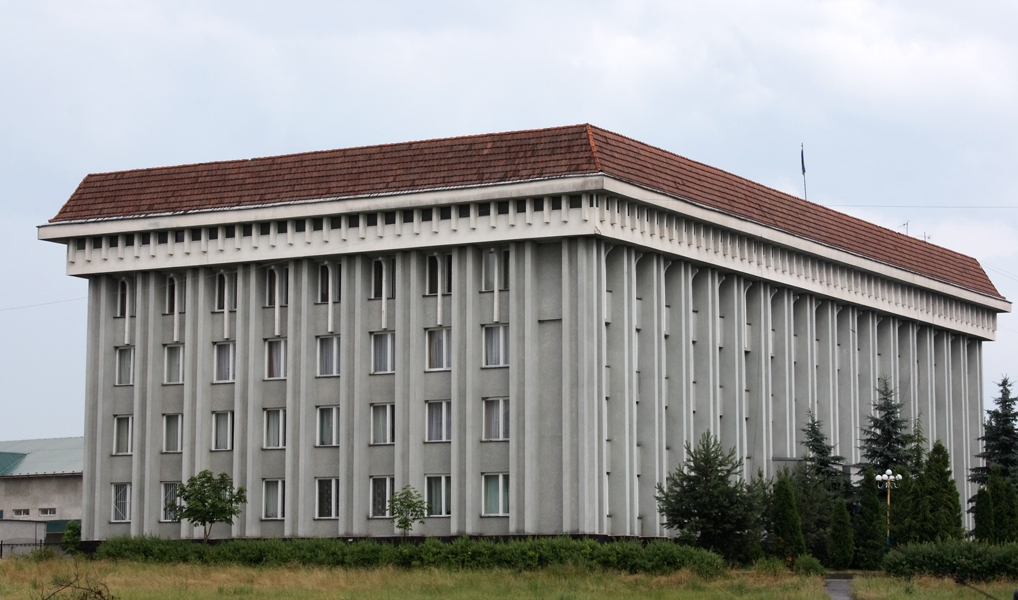
Здание Хустского районного совета и районной госадминистрации

Район в укрупнённых границах с 17 июля 2020 года делится на 13 территориальных общин (громад), в том числе 2 городские, 2 поселковые и 9 сельских общин (в скобках — их административные центры):
- Городские:
  - Хустская городская община (город Хуст),
  - Иршавская городская община (город Иршава);
- Поселковые:
  - Вышковская поселковая община (посёлок Вышково),
  - Межгорская поселковая община (посёлок Межгорье);
- Сельские:
  - Белковская сельская община (село Белки),
  - Горинчовская сельская община (село Горинчово),
  - Должанская сельская община (село Долгое),
  - Драговская сельская община (село Драгово),
  - Заречанская сельская община (село Заречье),
  - Керецковская сельская община (село Керецки),
  - Колочавская сельская община (село Колочава),
  - Пилипецкая сельская община (село Пилипец),
  - Синевирская сельская община (село Синевир).

## Достопримечательности
- Долина нарциссов
- Хустский замок